# هوجو ليل
هوجو ليل (بالبرتغالية: Hugo Leal) (21 مايو 1980 بكاشكايش في البرتغال - ) هو مدرب كرة قدم ولاعب كرة قدم برتغالي في مركز الوسط. شارك مع منتخب البرتغال تحت 17 سنة لكرة القدم ومنتخب البرتغال تحت 19 سنة لكرة القدم ومنتخب البرتغال تحت 20 سنة لكرة القدم ومنتخب البرتغال تحت 21 سنة لكرة القدم ومنتخب البرتغال لكرة القدم. أما مع النوادي، فقد لعب مع أتلتيكو مدريد وألفيركا وإشتوريل برايا وباريس سان جيرمان وسبورتينغ براغا ونادي أكاديميكا كويمبرا ونادي بنفيكا ونادي بورتو ونادي بيلينينسش ونادي سالامانكا ونادي فيتوريا سيتوبال وديسبورتيفو تروفينسي.

## مسيرته الكروية
لعب هوجو ليل خلال مسيرته الاحترافية مع 12 ناديًا في تسعة عشر موسمًا وسجل خلالها 18 هدفًا ضمن 315 مباراة. حيث فاز في موسم واحد بالكأس ولم يفز بأي دوري.
خاض هوجو ليل مسيرته مع نادي بنفيكا في موسم 1996–97 واستمر معه طيلة ثلاثة مواسم، مشاركًا في 33 مباراة سجل خلالها 3 أهداف. ثم انتقل إلى نادي أتلتيكو مدريد في موسم 1999–00 ولمدة موسمين، حيث شارك في 57 مباراة سجل خلالها 5 أهداف. لينتقل بعدها إلى نادي باريس سان جيرمان في موسم 2001–02 واستمر معه طيلة ثلاثة مواسم، مشاركًا في 53 مباراة سجل خلالها هدفًا واحدًا. ثم انتقل إلى نادي أكاديميكا كويمبرا في موسم 2004–05 لمدة موسم واحد، مشاركًا في 12 مباراة ولم يسجل أي هدف. هذا وانتقل لاحقًا إلى نادي سبورتينغ براغا في موسم 2005–06 ولمدة موسمين، مشاركًا في 17 مباراة ولم يسجل أي هدف أيضًا. ثم انتقل بعدها إلى نادي بيلينينسش في موسم 2007–08 لمدة موسم واحد، مشاركًا في 8 مباريات ولم يسجل أي هدف أيضًا. ليعود وينتقل من جديد، لكن هذه المرة إلى ديسبورتيفو تروفينسي في موسم 2008–09 لمدة موسم واحد، مشاركًا في 21 مباراة سجل خلالها 3 أهداف. لينتقل بعدها إلى نادي سالامانكا في موسم 2009–10 لمدة موسم واحد، مشاركًا في 36 مباراة سجل خلالها هدفًا واحدًا. ثم لعب في نادي فيتوريا سيتوبال في موسم 2010–11 ولمدة موسمين، مشاركًا في 45 مباراة سجل خلالها هدفين. ليعود ويرتحل عنه إلى نادي إشتوريل برايا في موسم 2012–13 لمدة موسم واحد، مشاركًا في 6 مباريات ولم يسجل أي هدف.

## وصلات خارجية
- هوجو ليل على موقع الاتحاد الدولي (مؤرشف)  (الإنجليزية)
- هوجو ليل على موقع الاتحاد الأوربي (الإنجليزية)
- هوجو ليل على موقع رابطة كرة القدم الفرنسية للمحترفين (الإنجليزية)
- هوجو ليل على موقع قاعدة بيانات كرة القدم.إي يو (الإنجليزية)
- هوجو ليل على موقع ليكيب (الفرنسية)
- هوجو ليل على موقع ناشيونال فوتبول تيمز (الإنجليزية)